# Oliwer Magnusson
Oliwer Magnusson (3 juni 2000) is een Zweedse freestyleskiër. Hij vertegenwoordigde zijn vaderland op de Olympische Winterspelen 2018 in Pyeongchang.

## Carrière
Bij zijn wereldbekerdebuut, in december 2016 in Mönchengladbach, eindigde Magnusson op de achtste plaats. Op de wereldkampioenschappen freestyleskiën 2017 in de Spaanse Sierra Nevada eindigde hij als achttiende op het onderdeel slopestyle. Tijdens de Olympische Winterspelen van 2018 in Pyeongchang eindigde de Zweed als achttiende op het onderdeel slopestyle.
In januari 2019 stond Magnusson in Seiser Alm voor de eerste maal in zijn carrière op het podium van een wereldbekerwedstrijd. In Park City nam de Zweed deel aan de wereldkampioenschappen freestyleskiën 2019. Op dit toernooi eindigde hij als zesde op het onderdeel big air en als zestiende op het onderdeel slopestyle.

## Resultaten

### Olympische Winterspelen
| Jaar | Plaats      | Resultaten     |
| ---- | ----------- | -------------- |
| 2018 | Pyeongchang | 18e Slopestyle |

### Wereldkampioenschappen
| Jaar | Plaats        | Resultaten                |
| ---- | ------------- | ------------------------- |
| 2017 | Sierra Nevada | 18e Slopestyle            |
| 2019 | Park City     | 6e Big air 16e Slopestyle |

### Wereldbeker
Eindklasseringen
| Seizoen   | Algm | BA  | SS  |
| --------- | ---- | --- | --- |
| 2016/2017 | 132e | 32e | 27e |
| 2017/2018 | 99e  | 26e | 17e |
| 2018/2019 | 21e  | 14e | 4e  |
| 2019/2020 | 75e  | 11e | 14e |